# روبرت ميتكالف
روبرت ميتكالف (بالإنجليزية: Robert Metcalfe) (و. 1946 – م)
هو مهندس كهربائي أمريكي شارك في اختراع إيثرنت، وأسس شركة ثري كوم و وضع قانون متكالف الذي يصف تأثير شبكة الاتصالات السلكية واللاسلكية. قدم ميتكالف أيضًا العديد من التنبؤات التي لم تتحقق، بما في ذلك التنبؤ بزوال الإنترنت خلال التسعينيات. ولد في بروكلين. وهو عضو في الأكاديمية الأمريكية للفنون والعلوم، والأكاديمية الوطنية للهندسة.
حصل ميتكالف على العديد من الجوائز، بما في ذلك ميدالية الشرف ميدالية الشرف لمعهد مهندسي الكهرباء والإلكترونياتوالميدالية الوطنية للتكنولوجيا والابتكار لعمله في تطوير تكنولوجيا إيثرنت. في عام 2023 ، حصل على جائزة تورنغ، وهي أعلى وسام في علوم الكمبيوتر. من عام 2011 إلى عام 2021، كان أستاذًا للابتكار وريادة الأعمال في جامعة تكساس في أوستن.

## النشأة والعائلة
ولد روبرت ميتكالف عام 1946 في بروكلين، نيويورك. كان والده فني اختبارات متخصصًا في الجيروسكوبات. كانت والدته ربة منزل وأصبحت فيما بعد سكرتيرة في مدرسة باي شور الثانوية. تخرج ميتكالف من تلك المدرسة عام 1964.
ميتكالف وزوجته روبين لديهما طفلان.

## التعليم
تخرج ميتكالف من معهد ماساتشوستس للتكنولوجيا في عام 1969، وحصل على شهادتي بكالوريوس العلوم في الهندسة الكهربائية والإدارة الصناعية. ثم التحق بجامعة هارفارد وحصل على ماجستير العلوم في الرياضيات التطبيقية عام 1970 ودكتوراه في علوم الكمبيوتر عام 1973.

## المسيرة العملية
أثناء دراسته الدكتوراه في علوم الكمبيوتر، تولى ميتكالف وظيفة في مشروع ماك (بالإنجليزية: MAC) التابع لمعهد ماساتشوستس للتكنولوجيا بعد رفض هارفرد الإذن له بربط الجامعة بشبكة أربانت الجديدة آنذاك. في ماك، كان ميتكالف مسؤولاً عن بناء بعض الأجهزة التي من شأنها ربط أجهزة الكمبيوتر الصغيرة الخاصة بمعهد ماساتشوستس للتكنولوجيا بشبكة أربانت. جعل ميتكالف أربانت موضوع أطروحة الدكتوراه الخاصة به، لكن هارفارد رفضته في البداية. قرر ميتكالف كيفية تحسين أطروحته أثناء عمله في زيروكس بارك ، حيث قرأ بحثًا عن شبكة ألوهانت في جامعة هاواي. قام بتحديد وإصلاح بعض الأخطاء في نموذج ألوهانت، ثم أضاف هذا العمل إلى أطروحته المنقحة. ثم قبلته جامعة هارفارد التي منحته درجة الدكتوراه.
كان ميتكالف يعمل في بارك في عام 1973 عندما اخترع هو وديفيد بوغز إيثرنت، في البداية كمعيار لتوصيل أجهزة الكمبيوتر عبر مسافات قصيرة. وأشار لاحقًا إلى أن إيثرنت وُلدت في 22 مايو 1973، وهو اليوم الذي وزع فيه مذكرة بعنوان ألتو إيثرنت (بالإنجليزية: Alto Ethernet) تحتوي على مخطط تقريبي لكيفية عملها. قال ميتكالف: "هذه هي المرة الأولى التي تظهر فيها إيثرنت ككلمة، كما تفعل فكرة استخدام كبل محوري كأثير، حيث تقوم المحطات المشاركة، كما هو الحال في ألوهانت أو أربانت، بحقن حزم البيانات الخاصة بها، وسوف تتنقل بسرعة ميغابت في الثانية، سيكون هناك تصادمات، وإعادة إرسال، وتراجع،". جادل بوغز بأن تاريخًا آخر هو ولادة إيثرنت: 11 نوفمبر 1973، وهو اليوم الأول الذي يعمل فيه النظام بالفعل.
في عام 1979، غادر ميتكالف شركة بارك وشارك في تأسيس شركة ثري كوم،  وهي شركة مصنعة لمعدات شبكات الكمبيوتر، في شقته في بالو ألتو. أصبحت شركة ثري كوم مزودًا رائدًا لحلول الشبكات، وأصبحت إيثرنت معيار الشبكات المهيمن لشبكات المنطقة المحلية. في عام 1980 حصل على جائزة جمعية آلات الحوسبة وجائزة جريس موراي هوبر لإسهاماته في تطوير الشبكات المحلية، وتحديداً إيثرنت. في عام 1990، عين مجلس إدارة ثري كوم إريك بنهامو كرئيس تنفيذي بدلاً من ميتكالف، الذي ترك الشركة بعد ذلك. قضى 10 سنوات كناشر ومحلل، يكتب عمودًا على الإنترنت لـ إنفوورلد. في عام 1996، شارك في تأسيس بوب! تيك (بالإنجليزية: Pop! Tech)، مؤتمر التكنولوجيا التنفيذية. أصبح رأسماليًا مغامرًا في عام 2001 ثم أصبح شريكًا عامًا في بولاريس فينتشر بارتنرز.
من عام 2011 إلى عام 2021 كان أستاذًا في جامعة تكساس في كلية كوكريل للهندسة في أوستن، وتخصص في مبادرات الابتكار. كان ميتكالف متحدثًا رئيسيًا في مؤتمر 2016 لقادة علوم وتكنولوجيا المستقبل وفي عام 2019 قدم محاضرة برنارد برايس التذكارية في جنوب إفريقيا. في يونيو 2022 ، عاد ميتكالف إلى معهد ماساتشوستس للتكنولوجيا من خلال الانضمام إلى مختبر علوم الكمبيوتر والذكاء الاصطناعي بصفته باحثًا تابعًا ومهندسًا حسابيًا، حيث يعمل مع مختبر جوليا التابع لمعهد ماساتشوستس للتكنولوجيا.

## جوائز
في عام 1996 ، تم منح ميتكالف ميدالية الشرف لمعهد مهندسي الكهرباء والـرلكترونيات"لقيادة مثالية ومستمرة في تطوير وتوحيد وتسويق الإيثرنت." في العام التالي، تم انتخابه كعضو في الأكاديمية الوطنية للهندسة لتطوير شبكة إيثرنت. حصل على الميدالية الوطنية للتكنولوجيا في عام 2003 "للريادة في اختراع وتوحيد وتسويق الإيثرنت". في أكتوبر 2003، حصل على جائزة ماركوني "لاختراعه شبكة إيثرنت وإصدار قانونه الخاص بمرافق الشبكة على أساس مربع العقد".
تم إدخال ميتكالف في قاعة مشاهير المخترعين الوطنيين في عام 2007، لعمله مع تقنية إيثرنت.  في عام 2008 ، حصل على جائزة زميل من متحف تاريخ الكمبيوتر "لمساهماته الأساسية في اختراع وتوحيد وتسويق شبكة إيثرنت."
في مارس 2023، مُنح ميتكالف جائزة Turing جمعية آلات الحوسبة لعام 2022 لإسهاماته في اختراع تقنية إيثرنت.
حصل على جوائز منها:
- ميدالية الشرف لمعهد مهندسي الكهرباء والإلكترونيات [الإنجليزية]‏ (1996)

- جائزة جريس موراي هوبر (1980)
- جائزة الرواد لمؤسسة التخوم الإلكترونية
- ميدالية ألكسندر جراهام بيل من معهد مهندسي الكهرباء والإلكترونيات
- قلادة العلوم الوطنية الأمريكية في مجال التكنولوجيا والإبتكار
- جائزة ماركوني.

## توقع انهيار الإنترنت
في عام 1995، قال ميتكالف إن الإنترنت سيعاني من "انهيار كارثي" في العام التالي؛ وعد أن يأكل كلامه إذا لم يحصل الانهيار. خلال خطابه الرئيسي في المؤتمر الدولي السادس لشبكة الويب العالمية في عام 1997، أخذ نسخة مطبوعة من عموده الذي تنبأ بالانهيار، ووضعها في خلاط مع بعض السوائل ثم اكل الخليط.   لقد اقترح أن تُطبع كلماته على كعكة كبيرة جدًا لينفذ وعده باكل كلماته، ولكن الجمهور لم يقبل تطبيق ميتكالف وعده بهذا الشكل. 